# Vratislav Lokvenc
Vratislav Lokvenc (Náchod, 27 september 1973) is een Tsjechisch voormalig voetballer. Hij speelde als aanvaller. 

## Clubcarrière
Lokvenc begon zijn carrière in eigen land bij FC Hradec Králové. Na twee seizoenen ging hij naar Sparta Praag waar hij in zes seizoenen goed was voor 83 doelpunten in 196 wedstrijden. Hierna verhuisde hij voor vier jaar naar FC Kaiserslautern. Na een seizoen bij Vfl Bochum speelde hij tussen 2005 en 2008 in Oostenrijk voor Red Bull Salzburg met tussenin een korte uitleenbeurt aan FC Basel. Hij sloot zijn carrière af bij FC Ingolstadt 04 in 2009.

## Interlandcarrière
Lokvenc kwam 74 keer uit voor het Tsjechisch elftal tussen 1995 en 2006 en scoorde 14 doelpunten.

## Erelijst

### Club
Sparta Praag
- Tsjechisch landskampioen:[1] 1994/95, 1996/97, 1997/98, 1998/99, 1999/00
- Tsjechische beker:[1] 1996

 Salzburg
- Bundesliga: 2006/07[2]

 Basel
- Super League:[3] 2007/08
- Zwitserse voetbalbeker:[3] 2007/08

### Land
Tsjechië
- FIFA Confederations Cup: Derde plaats 1997[4]

1 Srníček ·
2 Ulich ·
3 Kozel ·
4 Nedvěd ·
5 Horňák ·
6 Svoboda ·
7 Němec  ·
8 Poborský ·
9 Kuka ·
10 Siegl ·
11 Bejbl ·
12 Rada ·
13 Vlček ·
14 Slončík ·
15 Lasota ·
16 Lokvenc ·
17 Šmicer ·
18 Fukal ·
19 Frýdek ·
20 Maier ·
Coach: Uhrin
1 Srníček ·
2 Řepka ·
3 Látal ·
4 Nedvěd ·
5 Fukal ·
6 Vlček ·
7 Němec  ·
8 Poborský ·
9 Kuka ·
10 Koller ·
11 Rosický ·
12 Lokvenc ·
13 Bejbl ·
14 Horváth ·
15 Jankulovski ·
16 Maier ·
17 Šmicer ·
18 Novotný ·
19 Rada ·
20 Berger ·
21 Gabriel ·
22 Blažek ·
Coach: Chovanec
1 Čech ·
2 Grygera ·
3 Mareš ·
4 Galásek ·
5 Bolf ·
6 Jankulovski ·
7 Šmicer ·
8 Poborský ·
9 Koller ·
10 Rosický ·
11 Nedvěd  ·
12 Lokvenc ·
13 Jiránek ·
14 Vachoušek ·
15 Baroš ·
16 Blažek ·
17 Hübschman ·
18 Heinz ·
19 Týce ·
20 Plašil ·
21 Ujfaluši ·
22 Rozehnal ·
23 Kinský ·
Coach: Brückner
1 Čech ·
2 Grygera ·
3 Mareš ·
4 Galásek  ·
5 Kováč ·
6 Jankulovski ·
7 Sionko ·
8 Poborský ·
9 Koller ·
10 Rosický ·
11 Nedvěd ·
12 Lokvenc ·
13 Jiránek ·
14 Jarolím ·
15 Baroš ·
16 Blažek ·
17 Štajner ·
18 Heinz ·
19 Polák ·
20 Plašil ·
21 Ujfaluši ·
22 Rozehnal ·
23 Kinský ·
Coach: Brückner